# Derovatellus kamerunensis
Derovatellus kamerunensis là một loài bọ cánh cứng trong họ Bọ nước. Loài này được Biström miêu tả khoa học năm 1979.